# Brave Search
Brave Search（ブレイブ・サーチ）は、Brave Software, Inc. により開発されている検索エンジンであり、特定の国でBraveブラウザのデフォルト検索エンジンとして設定されている。

## 歴史
Brave Searchは、Brave Software, Inc.が開発した検索エンジンであり、 Cliqzによるプライバシー重視の検索エンジンであったTailcatの買収に伴い、2021年3月にベータ版がリリースされた。Brave Searchは、独自のインデックスを使用して検索結果を生成することを目的としている。ただし、ユーザーはBraveブラウザが匿名でGoogleに同じクエリをチェックすることを許可できる。
最終的に、広告付きの無料検索と、広告なしの有料検索オプションを提供開始。ここでは、Brave広告プラットフォームと同様の方法でBAT収益分配を導入することを検討している。
2021年10月、アメリカ合衆国、カナダ、イギリス（Google 検索の後継）、フランス（Qwant の後継）、ドイツ（DuckDuckGoの後継）のBrave ブラウザのデフォルト検索エンジンになった。
2022年6月、ベータ段階が終了し、リリースされた。ローンチ時には新しいゴーグル機能が追加され、ユーザは独自のルールとフィルターを検索クエリに適用できるようになった。

## 特徴
Brave Searchには、検索エクスペリエンスを強化するために設計されたさまざまな機能がある。
- Braveインデックス作成: Brave Searchには独自のWebインデックス作成機能がある。2022年5月時点で約10億の独自インデックスを持っているが、加えてBingのインデックスを一部流用している[9]。
- Brave Search Premium: オプションでアカウントを作成することで、Brave Searchを直接サポートし、独立した偏りのない検索結果を提供することができる[1]。Brave Searchは現在、広告なしのWebサイトであるが、最終的には広告を含む新しいモデルに切り替わり、プレミアムユーザーのみ広告なしの体験を得ることができるようになる[1]。
- オプトインデータ収集: デフォルトではIPアドレスを含むユーザデータは収集されない。オプトインデータ収集にはプレミアムアカウントが必要である[1]。
- ディスカッション: Redditのコメントなどの検索クエリに関連する会話を表示する機能[10]。検索して下にスクロールすると、利用可能な場合にディスカッションセクションが表示され、そこの様々なフォーラムの中からいずれかをクリックすると、オンラインコミュニティからの回答を表示できる。
- ゴーグル: ユーザーが独自のルールとフィルターを検索に適用できるようにする機能[8]。

## データ収集
Brave Searchはある程度のデータ収集を実装しているが、これはWeb Discovery Projectを通じて、ユーザがオプトインした場合のみ実行される。このプロジェクトはプライバシーと匿名性を保護しながら、ユーザによって生成されたデータを収集するために、Brave Software, Inc.によって開発された方法論とシステムである。設定を変更することで検索エンジンを使用しているとき、いつでもオプトインできる。この機能にはアカウントは必要ない。